# 石川県道217号川尻津幡線
石川県道217号川尻津幡線（いしかわけんどう217ごう かわしりつばたせん）は、石川県河北郡津幡町内を通る一般県道（石川県道）である。

## 路線概要
- 起点：石川県河北郡津幡町字井上の荘四丁目205番地先（＝河北潟周辺広域農道交点）
- 終点：石川県河北郡津幡町字加賀爪ホ435番地先（＝白鳥橋詰交差点・石川県道59号高松津幡線交点、石川県道212号中尾津幡線終点）

起点より東に進む。ニュータウン井上の荘を抜け、井上の荘交差点で右折。国道8号（国道159号、国道249号重複）津幡バイパスの中橋ICと接続し、津幡町の中心街を経て終点に至る。

## 歴史
- 1960年（昭和35年）10月15日：路線認定。

## 通過する自治体
- 石川県
  - 河北郡津幡町

## 接続路線
- 河北潟周辺広域農道（河北郡津幡町井上の荘：起点）
- 国道8号津幡バイパス（国道159号、国道249号重複）（津幡町中橋・中橋IC）
- 石川県道59号高松津幡線、石川県道212号中尾津幡線（津幡町加賀爪・白鳥橋詰交差点：終点）

## 周辺施設
- 河北潟
- 津幡川
- ニュータウン井上の荘
- 井上の荘集会所
- 津幡町立井上小学校
- 井上保育園
- JA石川かほく 井上支店
- パチンコ＆スロットタイガー 津幡店
- 住吉公園
- 石川中央保健福祉センター 河北地域センター
- 津幡町消防本部 津幡町防災センター
- ヤンマー農機 北陸津幡支店
- Aコープ つばた店
- 津幡町役場 津幡町福祉センター
  - 津幡町営バス 車庫
- 津幡町浄水場
- 津幡郵便局
- NTT西日本 津幡電話交換所